# 청운면
청운면(靑雲面)은 경기도 양평군의 면이다. 이 지역은 과거 지평군 상북면(上北面)이었다.

## 역사
청운면은 양평군의 동부에 위치한 경기도와 강원특별자치도의 경계 지역이다.

## 행정 구역
- 가현리(加峴里)
- 갈운리(葛雲里)
- 다대리(多大里)
- 도원리(桃院里)
- 비룡리(飛龍里)
- 삼성리(三聖里)
- 신론리(新論里)
- 여물리(余勿里)
- 용두리(龍頭里): 면사무소 소재지

## 교육
- 청운초등학교
- 청운중학교
- 청운고등학교

## 특산물
- 토종꿀
- 청운수박
- 청운 둥글레